# فردریک بریستروم
فردریک بریستروم (سوئدی: Fredrik Bergström؛ زادهٔ ۹ ژوئیهٔ ۱۹۹۰) قایقران قایق بادبانی اهل سوئد است.